# Eschenhausen
Eschenhausen ist ein Ortsteil der Stadt Bassum im niedersächsischen Landkreis Diepholz. In dem Dorf leben etwa 190 Einwohner.

## Geografie

### Lage
Eschenhausen liegt im mittleren Bereich der Stadt Bassum, zwei km südöstlich vom Kernort Bassum entfernt. Die Ortschaft Eschenhausen besteht nur aus Eschenhausen.

### Nachbarorte
Eschenhausen ist nur von Bassumer Ortschaften umgeben. Nachbarorte sind – von Norden aus im Uhrzeigersinn – Osterbinde, Albringhausen, Schorlingborstel und Bassum (Zentrum).

### Flüsse
Durch den Ort fließt die Eschenhäuser Beeke.

## Geschichte
Seit der Gebietsreform, die am 1. März 1974 in Kraft trat, ist die vorher selbstständige Gemeinde Eschenhausen eine von 16 Ortschaften der Stadt Bassum.
Einwohnerentwicklung
| Jahr      | 1925 | 1933 | 1939 | 1975 | 1980 | 1985 | 1990 | 1995 | 1997 | 1998 | 1999 | 2015 | 2020 |
| --------- | ---- | ---- | ---- | ---- | ---- | ---- | ---- | ---- | ---- | ---- | ---- | ---- | ---- |
| Einwohner | 150  | 153  | 166  | 234  | 226  | 207  | 197  | 218  | 197  | 225  | 232  | 196  | 188  |

## Politik
| Ortschaft Eschenhausen (seit 1974) | Ortschaft Eschenhausen (seit 1974) | Ortschaft Eschenhausen (seit 1974) | Ortschaft Eschenhausen (seit 1974) |
| Amtszeit                           | Amtszeit                           | Name                               | Partei                             |
| ---------------------------------- | ---------------------------------- | ---------------------------------- | ---------------------------------- |
| 19. September 1974                 | 30. Juni 1984                      | Friedrich Lindloge                 |                                    |
| 4. Juli 1984                       | 14. November 2001                  | Manfred Israel                     | CDU                                |
| 15. November 2001                  | 15. November 2006                  | Annegret Meineke                   | CDU                                |
| 16. November 2006                  | 8. November 2011                   | Manfred Israel                     | Bürger Block                       |
| 9. November 2011                   | 1. November 2021                   | Annegret Meineke                   | CDU                                |
| 2. November 2021                   | heute                              | Wilhelm Wortmann                   | CDU                                |

## Infrastruktur
Verkehr
Eschenhausen liegt fernab des großen Verkehrs: 
- Die Bundesautobahn 1 verläuft 19 km entfernt nordwestlich.
- Die von Bassum (Kernort) über Twistringen, Barnstorf und Diepholz nach Osnabrück führende Bundesstraße 51 verläuft westlich, 1 km entfernt.
- Die von Bassum (Kernort) über Sulingen und Uchte nach Minden führende Bundesstraße 61 verläuft westlich, 1 km entfernt.
- Die Bundesstraße 6 von Bremen über Nienburg nach Hannover verläuft östlich in 8 km Entfernung.

In Eschenhausen gibt es keine Straßenbezeichnungen, sondern nur Hausnummern, nach denen sich Einwohner, Postboten, Lieferanten und Besucher orientieren müssen.

## Söhne und Töchter des Ortes
- Ernst Lienhop (1885–1970), Landessuperintendent des Sprengels Verden-Hoya der Ev.-luth. Landeskirche Hannovers
- Ulf Schirmer (* 1959), Dirigent